# Avenida Intercomunal Barcelona - Puerto La Cruz
La avenida intercomunal Barcelona - Puerto La Cruz o avenida intercomunal Jorge Rodríguez, es el principal corredor vial del área metropolitana de la Gran Barcelona.

## Descripción

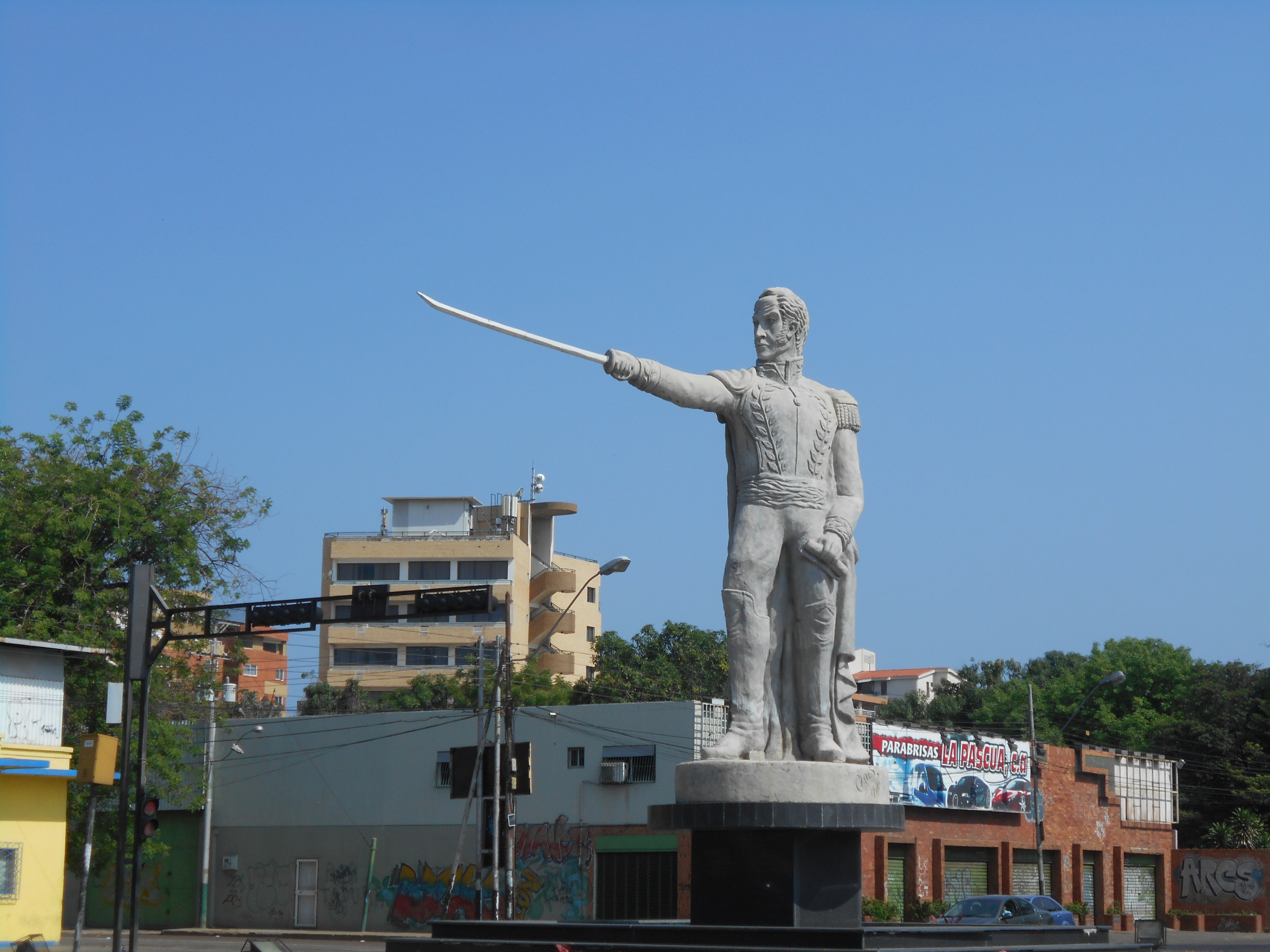
Estatua de Simón Bolívar en la avenida intercomunal.

Esta avenida pasa por tres de las cuatro ciudades del área metropolitana, las cuales son: Puerto La Cruz, Lechería y Barcelona. Conocida por primera vez, como la Carretera Negra, por ser la primera vía de la ciudad en ser pavimentada. Se inauguró en 1965 por el entonces presidente de la República, Raúl Leoni. Esta vía arterial ayuda a unir rápidamente a las ciudades del área urbana. Cada día aproximadamente transitan alrededor de 55.000 vehículos y está al servicio diariamente de alrededor de 1.600.000 personas. En noviembre de 2015, se inaugura el primer sistema de transporte masivo del área metropolitana, llamado TransAnzoátegui, contando con 20 estaciones y un recorrido de 19 km. Diariamente se suben al sistema alrededor de 300.000 ciudadanos

## Establecimientos

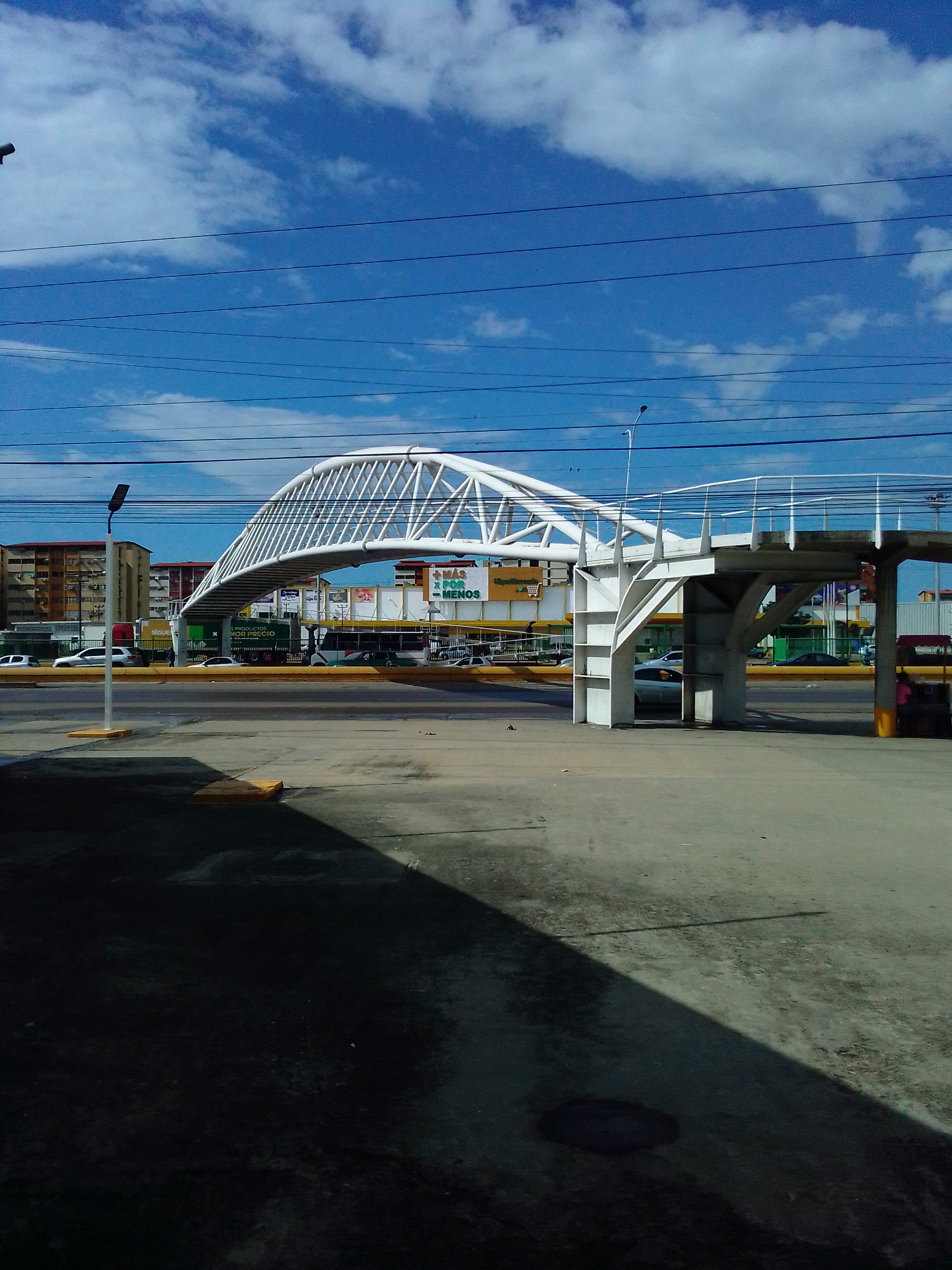
Pasarela en la avenida intercomunal

A lo largo de la avenida, hay establecimientos de todas las categorías:

### Deportivos
- Estadio Olímpico José Antonio Anzoátegui
- Estadio Salvador de la Plaza
- Gimnasio Luis Ramos

### Educativos
- Universidad Santa María (USM) (Núcleo Oriente)
- Universidad Gran Mariscal de Ayacucho (UGMA) (Facultades de Administración, Odontología, Derecho e Ingeniería)
- Instituto Universitario de Tecnología Industrial Rodolfo Loero Arismendi (IUTIRLA)
- Instituto Universitario Tecnológico Antonio José de Sucre (IUTAJS)
- Universidad Politécnica Territorial José Antonio Anzoátegui (UPTJAA)

### Salud
- Hospital Dr. Domingo Guzmán Lander
- Centro Médico Meditotal Las Garzas

### Centros Comerciales
- Centro Comercial D'addaven
- Centro Comercial Las Garzas
- Centro Comercial MT
- Centro Comercial Fimicentro
- Centro Comercial París
- Centro Comercial Vistamar
- Centro Comercial Odett Center
- Centro Comercial Colonial
- Centro Comercial Anclas (en construcción)
- Centro Comercial Unicasa Barcelona (en construcción)

### Hoteles
- Hotel Júpiter
- Hotel Tropical Suites
- Deco Hotel & Spa
- Hotel Venus

### Automotrices
- Concesionaria Toyota
- Concesionaria Fiat
- Concesionaria Mazda
- Concesionaria Nissan
- Concesionaria Jeep
- Concesionaria Chery

### Comerciales y Financieros
- Supermercados Bicentenario
- McDonald's (Venecia)
- Tiendas Daka
- Ferretería EPA
- Movistar Venezuela (Sucursal: Barcelona)
- Ofimanía
- Banco Mercantil
- Banco Occidental de Descuento
- Banco Exterior
- Banco Fondo Común
- Farmacias Meditotal
- Nestlé (Sucursal: Anzoátegui)
- Cervecería Polar (Agencia Las Garzas)
- Telecaribe (Sede)